# Le Petit Soldat (film, 1947)
Pour les articles homonymes, voir Le Petit Soldat (homonymie).
 (juillet 2025).
Pour plus de détails, voir Fiche technique et Distribution.
Le Petit Soldat est un court métrage français réalisé par Paul Grimault en 1947. Il s'agit de l'adaptation par Jacques Prévert d'un conte d'Andersen, Le Stoïque Soldat de plomb.

## Synopsis
Un petit jouet danseur est amoureux d'une petite poupée, mais le méchant diable de la boîte a des vues sur la jeune fille.

## Fiche technique
- Réalisation : Paul Grimault
- Scénaristes : Paul Grimault et Jacques Prévert d'après le conte Le Stoïque Soldat de plomb de Hans Christian Andersen
- Musique : Joseph Kosma
- Format : Couleur (Technicolor)
- Durée : 11 minutes
- Genre : Film d'animation